# Autoestrada A34 (Itália)
A Autoestrada A34 é uma autoestrada no norte da Itália que conecta Villesse a Gorizia, na fronteira com a Eslovênia. Anteriormente uma estrada extraurbana secundária, era um raccordo autostradale numerado como RA17, foi reclassificada como autoestrada após obras de melhoria no padrão em seu percurso. Tem seu inicio em um acesso na autoestrada A4, em Villesse. Com 17 km, é gerida pela Autovie Venete. 

## Percurso

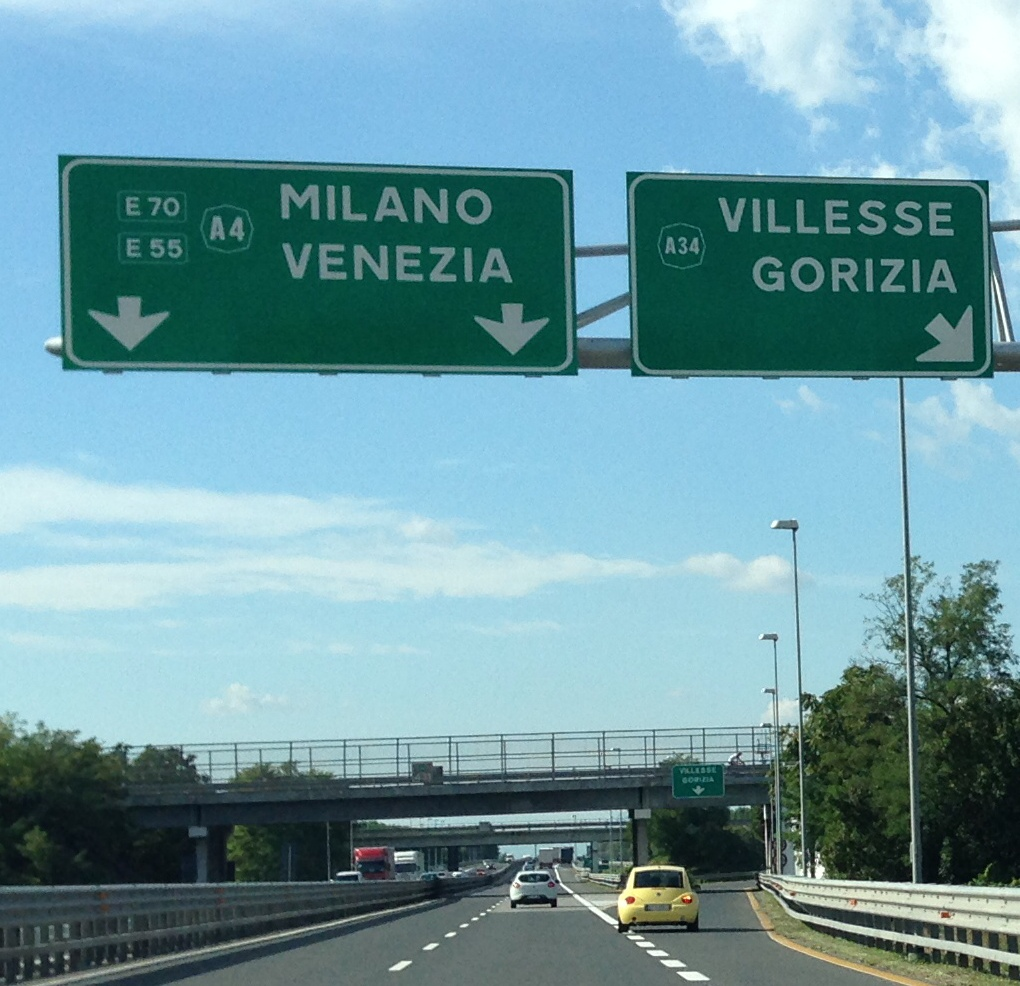
Sinalização para acesso à A34, na A4.

| VILLESSE - GORIZIA |                                                               |        |           |
| Tipo               | Saída                                                         | km     | Província |
|                    | Torino - Trieste                                              | -      | GO        |
|                    | Barriera Villesse-Gorizia                                     | 0,617  | GO        |
|                    | Villesse                                                      | 1,744  | GO        |
|                    | Gradisca d'Isonzo                                             | 6,222  | GO        |
|                    | Farra d'Isonzo (entrada somente em direção a Villesse)        | 11,124 | GO        |
|                    | Autoporto (saída somente em direção a Gorizia)                | 15,526 | GO        |
|                    | Gorizia                                                       | 16,993 | GO        |
|                    | H4 Hitra cesta (Krak Nova Gorica) Confine di Stato - Slovenia | 16,994 | GO        |